# Megaceratoneura inusitata
Megaceratoneura inusitata är en stekelart som beskrevs av Girault 1917. Megaceratoneura inusitata ingår i släktet Megaceratoneura och familjen finglanssteklar. Inga underarter finns listade i Catalogue of Life.